# Wyrmwood
Série
Wyrmwood: Apocalypse
(2021)
Pour plus de détails, voir Fiche technique et Distribution.
Wyrmwood, également connu sous le titre de Road of the Dead, est un film de zombies australien réalisé par Kiah Roache-Turner, sorti en 2014.

## Synopsis
Barry, un mécanicien, vit dans l'Outback australien avec sa femme Annie et sa fille Meganne. Lors d'une pluie de météores, Brooke, la sœur de Barry, est attaquée dans son studio de Melbourne par son modèle et son assistant, qui sont soudainement devenus des zombies. Elle appelle Barry et lui dit de quitter la ville. Lui, Annie et Meganne portent des masques à gaz et se battent pour atteindre leur voiture. Lorsque Meganne et Annie enlèvent leurs masques à gaz, elles deviennent infectées, et Barry est forcé de les tuer avec un pistolet à clous. Il essaie ensuite de se suicider avec son arme mais celle-ci n'a plus de clous.
Chalker, un autre survivant, retrouve Barry et l'assomme lorsque Barry tente de se tuer avec l'arme de Chalker. Barry demande à Chalker de l'emmener au studio de Brooke, sans savoir qu'un groupe paramilitaire l'a emmenée captive à l'arrière d'un camion qui sert de laboratoire mobile pour un scientifique fou. Pendant que Doc expérimente sur les zombies et Brooke, le camion de Chalker tombe en panne. Chalker et Barry continuent à pied, et Benny, un autre survivant, tue Chalker par accident. Benny, qui a auparavant dû tuer son frère infecté, et Barry font équipe et arrivent à un garage tenu par Frank. Ce dernier leur explique que tous les liquides inflammables sont devenus inutiles. Cependant, le groupe découvre accidentellement que l'haleine et le sang des zombies sont inflammables, et ils conçoivent un moteur à propulsion zombie.

## Fiche technique
- Réalisation : Kiah Roache-Turner
- Scénario : Kiah Roache-Turner et Tristan Roache-Turner
- Photographie : Tim Nagle
- Montage : Kiah Roache-Turner
- Musique : Michael Lira
- Société de production : Guerilla Films
- Pays d'origine :  Australie
- Langue : anglais
- Genre : film de zombies
- Durée : 98 minutes
- Dates de sortie :
  - États-Unis : 19 septembre 2014 (Austin Fantastic Fest)
  - Australie : 13 février 2015
- Classification :
  - États-Unis : R (interdit aux moins de 17 ans non accompagnés)
  - France : Interdit aux moins de 16 ans à la télévision

## Distribution
- Jay Gallagher : Barry
- Bianca Bradey : Brooke
- Leon Burchill : Benny
- Keith Agius : Frank
- Luke McKenzie : le capitaine
- Berynn Schwerdt : Doc
- Yure Covich : Chalker
- Catherine Terracini : Annie

## Accueil critique
Le film recueille 81 % de critiques favorables, sur la base de 36 critiques collectées, sur le site Rotten Tomatoes.
Jim Vorel, du magazine Paste, le classe à la 18e place de sa liste des 50 meilleurs films de zombies, évoquant un film « qui accomplit beaucoup de choses à la fois : effrayant sans être sombre, émotionnel sans être pompeux et gore sans tomber complètement dans le slapstick ultraviolent ».

## Distinctions
Il a remporté le prix du meilleur film international au Trieste Science+Fiction Festival 2015.